# Synagoga Westend we Frankfurcie nad Menem
Synagoga Westend we Frankfurcie nad Menem (niem. Westendsynagoge in Frankfurt am Main) – synagoga znajdująca się we Frankfurcie nad Menem przy Freiherr-vom-Stein-Straße. Była największą z czterech synagog i pierwszą poza historycznym centrum miasta.

## Historia
Budowę synagogi według projektu Franza Roeckle rozpoczęto w 1908 roku. Architekt zaprojektował budowle w stylu secesyjnym z elementami asyryjsko-egipskimi przykrytą kopułą. Synagoga została poświęcona 28 września 1910 roku. Wewnątrz znajdowała się wspólna sala główna dla mężczyzn i kobiet. Sala wraz z emporą miała 1600 miejsc. Mężczyźni siedzieli w prawym rzędzie, a kobiety w lewym. 
Wzdłuż ulicy Freiherr-vom-Stein-Straße wzniesiono jednopiętrowy budynek z małym dziedzińcem. W skrzydłach głównego budynku na rogu Freiherr-vom-Stein-Straße i Friedrichstraße znajdowały się pomieszczenia zarządu, niewielka sala modlitw, sala zebrań, mieszkanie zarządcy i rabina.
Podczas nocy kryształowej z 9 na 10 listopada 1938 roku, bojówki hitlerowskie zdewastowały wnętrze, a następnie podpaliły budynek synagogi. Pożar jednak ugasiła straż pożarna.
3 kwietnia 1939 roku gmina żydowska musiała sprzedać synagogę miastu. Podczas II wojny światowej służyła jako magazyn mebli biurowych z uszkodzonych przez bombardowania mieszkań prywatnych i magazyn dekoracji operowych. W marcu 1944 roku budynek został poważnie uszkodzony przez bombardowanie.
Po zakończeniu wojny pierwsze nabożeństwo odprawił 12 września 1945 roku rabin Leopold Neuhaus. W latach 1939–1942 był ostatnim rabinem w mieście i przeżył wojnę w obozie Theresienstadt.
6 września 1950 roku uroczyście otwarto synagogę odbudowaną według projektu Maxa Kempera i Wernera Hebebrandta. Pracami kierował Hans Leistikow, który także zaprojektował nowe okna. Wiele prac wykonano jednak tylko prowizorycznie z braku funduszy. Remont kapitalny połączony z rekonstrukcją rozpoczął się w latach 80. XX wieku. Koszty wyniosły 8,5 miliona marek. Wyremontowaną synagogę otwarto 29 sierpnia 1994 roku.